# Central State Marauders
Los Central State Marauders and Lady Marauders (Merodeadores y Damas Merodeadoras del Estado Central) es el equipo deportivo que representa a la Central State University ubicada en Wilberforce, Ohio en la NCAA Division II.
En sus inicios formaban parte de la Great Midwest Athletic Conference hasta que en 2015 pasaron a jugar en la Southern Intercollegiate Athletic Conference en nueve deportes.

## Deportes
| Masculino (5) - Baloncesto - Cross Country - Fútbol Americano - Atletismo - Voleibol | Femenino (4) - Baloncesto - Cross country - Atletismo - Voleibol |

### Fútbol Americano
Los mejores años del equipo de fútbol americano de Central State University Marauder en Division II y la NAIA fueron de los años 1980 a 1995 cuando el equipo era dirigido por William "Billy" Joe (1981-1993) y Rick Comegy (1993-1996). Con Billy Joe los Marauders llegaron a la final de la NCAA Division II en 1983 y ganaron el NAIA Football National Championship (Division I) en 1990 y 1992. Con Comegy, quien era un entrenador asistente de Joe, los Marauders ganaron la NAIA Football National Championship (Division I) en 1995. El dominio de Central State terminó a finales de los años 1990 cuando la administración de la universidad se vio forzada a cerrar el programa de fútbol americano en 1997 por dificultades financieras y a la baja en el reclutamiento. En 2005 bajo una nueva administración y liderazgo del presidente Dr. John W. Garland, Esq, (Generación de 1971), la universidad reinstaló el programa de fútbol americano de los Central State Marauder.
Algunos jugadores salidos del programa jugaron en la National Football League como Vince Heflin, Vince Buck, Erik Williams, Hugh Douglas, Charles Hope, Brandon Hayes, Mel Lunsford, Kerwin Waldroup, y Dayvon Ross.

## Títulos nacionales
| Asociación | División            | Deporte                     | Año  | Finalista         | Resultado |
| ---------- | ------------------- | --------------------------- | ---- | ----------------- | --------- |
| NCAA       | College/Division II | Cross Country Masculino (2) | 1960 | Mankato State     | 72–109    |
| NCAA       | College/Division II | Cross Country Masculino (2) | 1962 | Northern Illinois | 77–96     |